# Arturo Sabbadin
Arturo Sabbadin (Caltana di Santa Maria di Sala, 11 agosto 1939) è un ex ciclista su strada italiano.
Professionista dal 1960 al 1964, fu campione italiano nel 1961.

## Carriera
Fratello minore di Alfredo, passò professionista nel 1960 dopo aver vinto il Giro del Mendrisotto da dilettante ed essersi classificato secondo al Giro di Sicilia 1957.
Svolse prevalentemente il ruolo di gregario, ottenendo un'unica soddisfazione nel 1961 quando riuscì ad imporsi nella Coppa Bernocchi, quell'anno valida come campionato italiano, che gli permise di indossare la maglia tricolore. Tra li altri piazzamenti, un secondo posto nell'undicesima tappa della Vuelta a España sempre nel 1961. Si ritirò dalle corse nel 1965.

## Palmarès
- 1959 (dilettante)

Giro del Mendrisotto
- 1961

Coppa Bernocchi (valida come Campionato italiano, Prova in linea)

## Piazzamenti

### Grandi Giri
- Giro d'Italia

1963: 40º
- Tour de France

1962: 73º
- Vuelta a España

1961: 13º

### Classiche monumento
- Giro di Lombardia

1962: 32º